# Ctenoceridion freemani
Ctenoceridion freemani är en tvåvingeart som beskrevs av Loïc Matile 1972. Ctenoceridion freemani ingår i släktet Ctenoceridion och familjen platthornsmyggor. Inga underarter finns listade i Catalogue of Life.